# Manfred Nitsche
Manfred Nitsche (* 22. April 1938 in Wittenberg; † 20. Oktober 2024) war ein deutscher Maler und Grafiker.

## Leben und Werk
Nitsche absolvierte in Wittenberg eine Lehre als Dekorationsmaler und studierte von 1956 bis 1959 an der Fachschule für Werbung und Gestaltung (FSWG) Berlin-Oberschöneweide. Er arbeitete dann als Farbgestalter in Eisenhüttenstadt, bei der DEWAG in Berlin als Ausstellungsgestalter und im Dokumentarfilmstudio der DEFA in Babelsberg als Trick- und Titelgrafiker. 1960/1961 hatte er an der FSWG einen Lehrauftrag für Naturstudium und Schriftgestaltung.
Ab 1974 arbeitete Nitsche in Potsdam freiberuflich als Maler und Grafiker. Im Sinne der Aufforderung, als Künstler zu den Arbeitern in die Betriebe zu gehen, um deren Leben kennenzulernen, unterhielt er feste Verbindung zu einer Brigade im VEB Geräte- und Reglerwerk Teltow. Dabei malte er u. a. das Bild Brigade Salut vom GRW Teltow im Atelier (1974, Öl/Tempera).
In Potsdam wohnte und arbeitete Nitsche in der Villa Rumpf am Heiligen See in einer Künstlergemeinschaft mit der Fotografin Monika Schulz-Fieguth, den Malern Christian Heinze, Alfred Schmidt und Peter Wilde sowie dem Dokumentarfilmregisseur Kurt Tetzlaff, bis das Gebäude 2000 von Wolfgang Joop erworben wurde. Nitsche zog dann nach Ferch.
Er schuf vor allem Landschaftsbilder und Porträts, aber als Auftragswerke auch Wandgemälde. Einige seiner Tafelbilder, die vom FDGB als Raumschmuck für Ferienheime erworben worden waren, befinden sich im Kunstarchiv Beeskow, weitere Bilder u. a. im Potsdam-Museum.
Seit den 1970er Jahren hielt Nitsche sich wiederholt mit Potsdamer Künstlerkolleginnen und -Kollegen zum Malen an der Ostsee in Groß Zicker auf. Studienreisen führten ihn u. a. nach Bulgarien, Italien, Polen, Tschechien und in die Schweiz.
Nitsche war von 1967 bis 1990 Mitglied des Verbands Bildender Künstler der DDR. Er starb nach langer Krankheit.

## Werke (Auswahl)
- Selbstbildnis vor zerstörter Landschaft (1973, Öl/Tempera)[4]
- Tauwetter (1973, Öl)[4]
- Porträt Monika (1975, Öl; Potsdam Museum)[5]
- Maler und Modell (Öl, 1978)
- Der alte Böhm (1978, Öl)
- Professor Treder (1979, Bleistift)[6]

## Ausstellungen (unvollständig)

### Einzelausstellungen
- 1970 und 1972: Potsdam

### Teilnahme an Gruppenausstellungen
- 1974, 1979, 1981 und 1984: Potsdam, Bezirkskunstausstellungen
- 1981: Potsdam (Kunstausstellung zum X. Parteitag der SED)
- 1985: Potsdam (Kunstausstellung Potsdam)
- 1986: Magdeburg, Kloster Unser Lieben Frauen („Grafik in den Kämpfen unserer Tage“)
- 2007: Schwielowsee, Rathaus („Fercher Maler“)
- 2016: Potsdam, Potsdam Museum („Potsdam in der Grafik von 1945 bis 2000“)
- postum 2024/2025: Potsdam, Galerie Gute Stube („Die Künstler der Villa Rumpf. 1960 bis 2000“)[7]